# Лопандич, Зоран
Зоран Лопандич (серб. Зоран Лопандић, 1959, Биелина — 5 января 2017, Биелина) — югославский военный деятель. Во время Боснийской войны был одним из командиров 1-й Семберийской легкой пехотной бригадой, которая была в составе восточно-боснийского корпуса ВСР.

## Биография
Родился в 1959 году, в селе Дворови рядом с Биелиной там же окончил среднюю школу. Окончил школу резервных офицеров в Задаре.
Во время гражданской войны в Боснии был назначен капитаном и командиром 2-го батальона 1-й Семберийской легкой пехотной бригады, позже был повышен до майора. Стал известен из за боев в районе Семберии и Маевице.
Был упомянут в песне «Герои из 1-вой семберской бригады» (серб. Јунаци из 1. семберске бригаде) в исполнении певца Родолюба Вуловича. Также Родолюб посвятил ему отдельную песню «Зоране, Зоране».
Зоран скончался от продолжительной тяжелой болезни 5 января 2017 года в возрасте 57/58 лет. Похоронен на кладбище в родном селе Дворови.